# ハンタワディ国際空港
ハンタワディ国際空港（ビルマ語: ဟံသာဝတီအပြည်ပြည်ဆိုင်ရာလေဆိပ်、英語: Hanthawaddy International Airport）はミャンマーのバゴー地方域に建設が進められている新たな国際空港で、ヤンゴンから48マイル (77 km)離れた場所にある。建設は2001年に始まったが、その後中断している。空港建設予定地の総面積は36.42平方キロメートル (14.06 sq mi)である。

ミャンマー政府は将来の開発に対応するため、2012年に建設を再開する計画を発表した。韓国企業（漢拏建設、ロッテ建設、ポスコICT、錦湖産業）を含む仁川国際空港公社（IIAC）が率いる共同企業体は、新空港を建設し50年間運営するために、11億米ドルの契約を獲得した。空港は年間1200万人の乗客を処理する能力を持ち、2018年までに運行を開始する予定であった
。しかし、資金面での問題や旅客処理能力における不一致により、仁川共同企業体との契約は打ち切られ、2014年2月に新たな入札が行われた。
新たな入札では、2014年10月29日にシンガポールと日本の共同企業体が落札した。この共同企業体は、シンガポールのヨンナム・ホールディングス、チャンギ空港グループの子会社であるチャンギ空港設計建設、日本の日揮ホールディングスで構成されている。契約金額は14億5,000万ドルで、共同企業体は契約総額の49％を上限に日本政府から政府開発援助を受けることになっている。残りの資金は、民間の融資（5億1,700万ドル）と共同企業体からの投資（2億2,200万ドル）で賄われる。完成時期は2022年に延期された。

## 参照情報
1. 1 2 3  “New Bago airport delayed again, to 2022”. Myanmar Times. (2015年8月31日)
2. ↑  “Oversea Major Project”.   SUNJIN Engineering & Architecture. 2012年6月23日閲覧。[リンク切れ]
3. ↑  “Myanmar to add two new int'l airports to meet future development”. Xinhua. (2012年2月19日)
4. ↑  Odedra, Rahul (2013年8月12日). “Incheon-led consortium is preferred bidder for new Myanmar airport”. Moodie Report 2013年8月17日閲覧。

座標: 北緯17度18分10秒 東経96度25分42秒 / 北緯17.302916度 東経96.428353度